# Robert I Mądry
Robert I Mądry, fr. Robert le Bon, wł. Roberto il Saggio (ur. 1277/1278, zm. 16/19 stycznia 1343) – król Neapolu 1309–1343, hrabia Prowansji, tytularny król Jerozolimy. 

## Pochodzenie
Robert I Mądry pochodził z dynastii andegaweńskiej (d`Anjou), będącej boczną linią francuskich Kapetyngów. Był synem króla Neapolu Karola II Kulawego i Marii Węgierskiej, córki króla Węgier Stefana V z dynastii Arpadów, bratem Karola Martela, Filipa I z Tarentu, Jana z Durazzo i Małgorzaty.

## Walka Andegawenów o Sycylię i Węgry
Dziad Roberta, Karol I z poparciem papiestwa i Francji walczył o odzyskanie Sycylii, która po powstaniu w 1282 znalazła się w ręku władców Aragonii. Politykę Karola I kontynuował jego syn, Karol II Kulawy. W 1288 doszło do podpisania rozejmu z królem Aragonii Alfonsem III i jego bratem, królem Sycylii Jakubem I (w Aragonii Jakub II). Na mocy porozumienia Karol Kulawy, więziony dotychczas przez Jakuba I, miał odzyskać wolność w zamian za okup, nadto jako zakładników miał dać swoich synów, w tym Roberta. Wolność odzyskał dopiero w 1295 na mocy traktatu z Anagni. Jednym z punktów traktatu miał być ślub Roberta z księżniczką aragońską Jolantą, siostrą Alfonsa III i Jakuba I, do którego ostatecznie doszło w 1297.
Gdy w 1297 umarł Karol Martel, starszy brat Roberta, Karol Kulawy wyznaczył Roberta na swego następcę, nadając mu tytuł księcia Kalabrii, nadając mu także tytuł generalnego wikariusza królestwa. W 1299 realizując plany ojca Robert dowodził wojskami w wojnie z Sycylijczykami, jednak i ta inwazja na wyspę skończyła się niepowodzeniem. Kolejna porażka skłoniła Andegawenów do podpisania w 1302 układu pokojowego w Caltabellotcie z królem Sycylii Fryderykiem II. Traktat usankcjonował na wyspie władzę Fryderyka II, która miała być dożywotnia, a nie dziedziczna, w zamian Aragończycy zgodzili się potwierdzić prawa Andegawenów do kontynentalnej części królestwa, dalej formalnie zwanym Królestwem Sycylii, przy czym po śmierci Fryderyka II wyspiarskie królestwo miało powrócić pod berło Andegawenów. Nadto Fryderyk II poślubił córkę Karola II, Eleonorę. Ich synem był Piotr II, późniejszy przeciwnik Roberta w walce o Sycylię.
Andegawenowie musieli, przynajmniej tymczasowo, pogodzić się z utratą Sycylii, albowiem zaangażowali się w walkę o tron Węgier, jaka toczyła się od 1301, kiedy to zmarł Andrzej III, ostatni król Węgier z dynastii Arpadów. Sprawa węgierskiej sukcesji toczyła się pomiędzy rodami Przemyślidów, Habsburgów i Andegawenów. Karol II Kulawy (żonaty z córką Stefana V węgierskiego) postanowił zdobyć koronę św. Stefana dla swego wnuka Karola Roberta, co ostatecznie udało się pod koniec panowania w 1308.

## Robert I władcą Neapolu
Rok później zmarł Karol II Kulawy. Następcą został Robert, który przyjął tytuł króla Neapolu (i Sycylii) oraz hrabiego Prowansji. Podobnie jak ojciec swą politykę zagraniczną oparł na sojuszu z papiestwem i królestwem Francji. We Włoszech, z poparciem papieża, został przywódcą frakcji gwelfów przeciwko procesarskim gibelinom, sprzymierzonych z niemieckim królem Henrykiem VII z dynastii Luksemburgów. Robert musiał uznać wyższość Henryka VII, gdy ten w 1312 wkroczył do Rzymu i koronował się na cesarza rzymskiego. Gdy Henryk VII niespodziewanie zmarł w drodze powrotnej z Rzymu do Niemiec (24 sierpnia 1313), Robertowi, nadal popieranemu przez papiestwo i krewnych władających Francją, udało się zająć większą część północnych Włoch oraz zdobyć przychylność tamtejszych republik miejskich, w tym Genui i Florencji.
Ciesząc się niezmiennym poparciem papieży z Awinionu Robert próbował walczyć z kolejnym władcą Niemiec, który zamierzał zająć Włochy i koronować się na cesarza. Tym razem król niemiecki Ludwik IV Wittelsbach, władca Bawarii, okazał się silniejszy od Roberta, któremu zagroził od południa Fryderyk II sycylijski, związany poprzez małżeństwa córek sojuszem z Ludwikiem bawarskim. Robert doznał porażki i w 1326 Ludwik bez przeszkód zajął Lombardię i koronował się na króla Włoch, a w 1328 w Rzymie przyjął koronę Rzeszy i powołał antypapieża Mikołaja. Pozycja awiniońskiego papieża Jana XXII była jednak na tyle mocna, że nowy antypapież nie znalazł większego poparcia wśród biskupów i Robert I nadal mógł cieszyć się pełnym poparciem władz kościelnych. Dzięki temu, gdy król Czech Jan Luksemburski wyprawił się do Lombardii, by z cesarskim namaszczeniem objąć tam władzę, Robert I pokonał Luksemburczyka i na powrót przywrócił tam papieską zwierzchność.

## Klęska polityki dynastycznej
Mimo tych sukcesów Robert I borykał się z poważnymi problemami wewnątrz kraju. Było to spowodowane kolejną nieudaną próbę zdobycia Sycylii, jaką Robert podjął w 1338 po tym, jak papież ekskomunikował władcę Sycylii Piotra II, gdy ten oddał wyspę w lenno cesarzowi Ludwikowi IV. Ponowna neapolitańska wyprawa, zorganizowana w 1342, także skończyła się klęską.
Król Robert I, kontynuując politykę swoich przodków, wykorzystywał bogactwa królestwa Neapolu jako źródło dochodów przeznaczanych wyłącznie na realizowanie własnych osobistych ambicji dynastycznych. Taka polityka Roberta doprowadziła wnet do zrujnowania kraju i katastrofy finansowej królewskiego skarbu, co wywołało niezadowolenie wśród poddanych. Nałożyło się na to zerwanie w 1342 więzów z bogatą republiką Florencji, odkąd władzę przejęli tam gibelini, sojusznicy cesarza. Odtąd Robert musiał się liczyć z coraz silniejszą opozycją skupioną wokół przedstawicieli bocznych linii swego rodu, potomków jego braci Filipa (zm. 1331) i Jana (zm. 1335), tym bardziej, że w 1328 na malaryczną febrę zmarł jedyny syn Roberta I, książę Kalabrii Karol, ożeniony z Marią francuską, córką Karola de Valois.
Nie mając męskich potomków, a chcąc zniweczyć niebezpieczeństwo przejęcia po swej śmierci korony królewskiej przez wrogich mu krewnych, Robert I w 1330 swym następcą uczynił starszą wnuczkę Joannę, aranżując jej zaręczyny z Andrzejem, synem króla Węgier Karola Roberta, a wnukiem Karola Martela. Małżeństwo kuzynów miało odsunąć pretensje króla Węgier do korony neapolitańskiej.
Robert I Mądry zmarł między 16 a 19 stycznia 1343 w Neapolu na zamku Castel Nuovo. 

## Opiekun artystów
Król Robert I był opiekunem artystów, którzy tłumnie gościli na królewskim dworze w Neapolu, wśród nich byli m.in. Giotto, Boccaccio, Petrarka. Wielu ówczesnych pisarzy sławiło króla, przedstawiając go jako władcę wykształconego, oczytanego, przyjaciela naukowców i artystów. Trzeba jednak pamiętać, że wiele z tych pochlebnych opinii powstało już po śmierci Roberta, kiedy królestwo ogarnął chaos rządów jego następczyni, wnuczki Joanny I.

## Rodzina
Król był dwukrotnie żonaty:
- pierwszą żoną była poślubiona w 1297 Jolanta (zm. 1302), córka króla Aragonii Piotra III. Z tego małżeństwa pochodzili dwaj synowie:
  - Karol (1298-1328),  książę Kalabrii, wicekról Neapolu (1318), ojciec królowej Joanny I
  - Ludwik  (ur. 1301 w Katanii; zm. 12 sierpnia 1310 w Neapolu)
- drugą żoną została poślubiona w 1304 Sancza Aragońska (zm. 1345), córka króla Majorki Jakuba II; na rok przed śmiercią Sancza wstąpiła do klasztoru i tam zmarła.

Nieślubnym dzieckiem króla była m.in. Maria d'Aquino (zm. 1348), w 1336 poznała Giovanniego Boccaccia, który się w niej zakochał.